# Cessna T-37 Tweet
Cessna T-37 Tweet (Внутрифирменное обозначение — «Модель 318») — реактивный учебно-тренировочный (в модификации T-37C — учебно-боевой) самолёт, в течение нескольких десятилетий использовавшийся ВВС США и ряда других государств в качестве самолёта начальной лётной подготовки (в ВВС США был сменён самолётом Raytheon T-6 Texan II). Созданный на его основе лёгкий штурмовик A-37 Dragonfly применялся во время Войны во Вьетнаме, а в настоящее время продолжает находиться на вооружении ряда государств.

## История создания

### Истоки

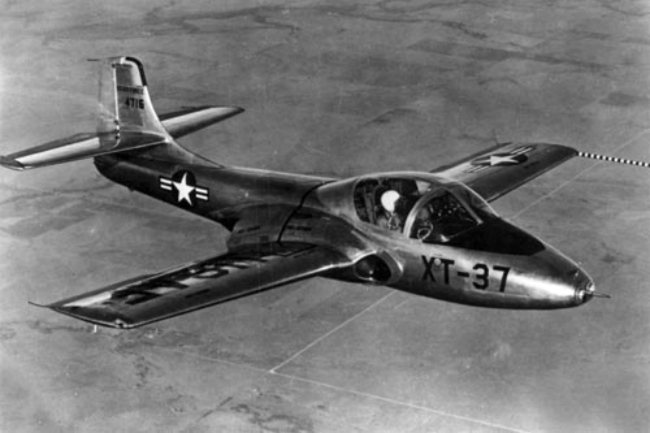
Опытный самолёт XT-37, около 1954 г.

Весной 1952 года ВВС США выпустили запрос на подачу предложений по программе TX (англ. Trainer Experimental — Экспериментальный учебно-тренировочный самолёт), содержащий техническое задание на проектирование лёгкого двухместного самолёта, предназначенного для начальной лётной подготовки будущих пилотов реактивных самолётов.
Фирма Cessna в ответ на этот запрос предложила проект двухдвигательного реактивного самолёта с низкорасположенным прямым крылом, корневая часть которого переходила в мотогондолы, и размещением обучаемого и инструктора «плечом к плечу», носивший внутрифирменное обозначение «Модель 318». Представители ВВС положительно оценили такую компоновку мест экипажа, так как, по сравнению с тандемной компоновкой, оно позволяло обучаемому и инструктору взаимодействовать друг с другом более тесным образом. Весной 1954 года компания Cessna получила от ВВС контракт на дальнейшую разработку самолёта и постройку трёх опытных лётных экземпляров и одного изделия для статических испытаний. Первый полёт самолёта, получившего военное обозначение XT-37, состоялся 12 октября 1954 года.

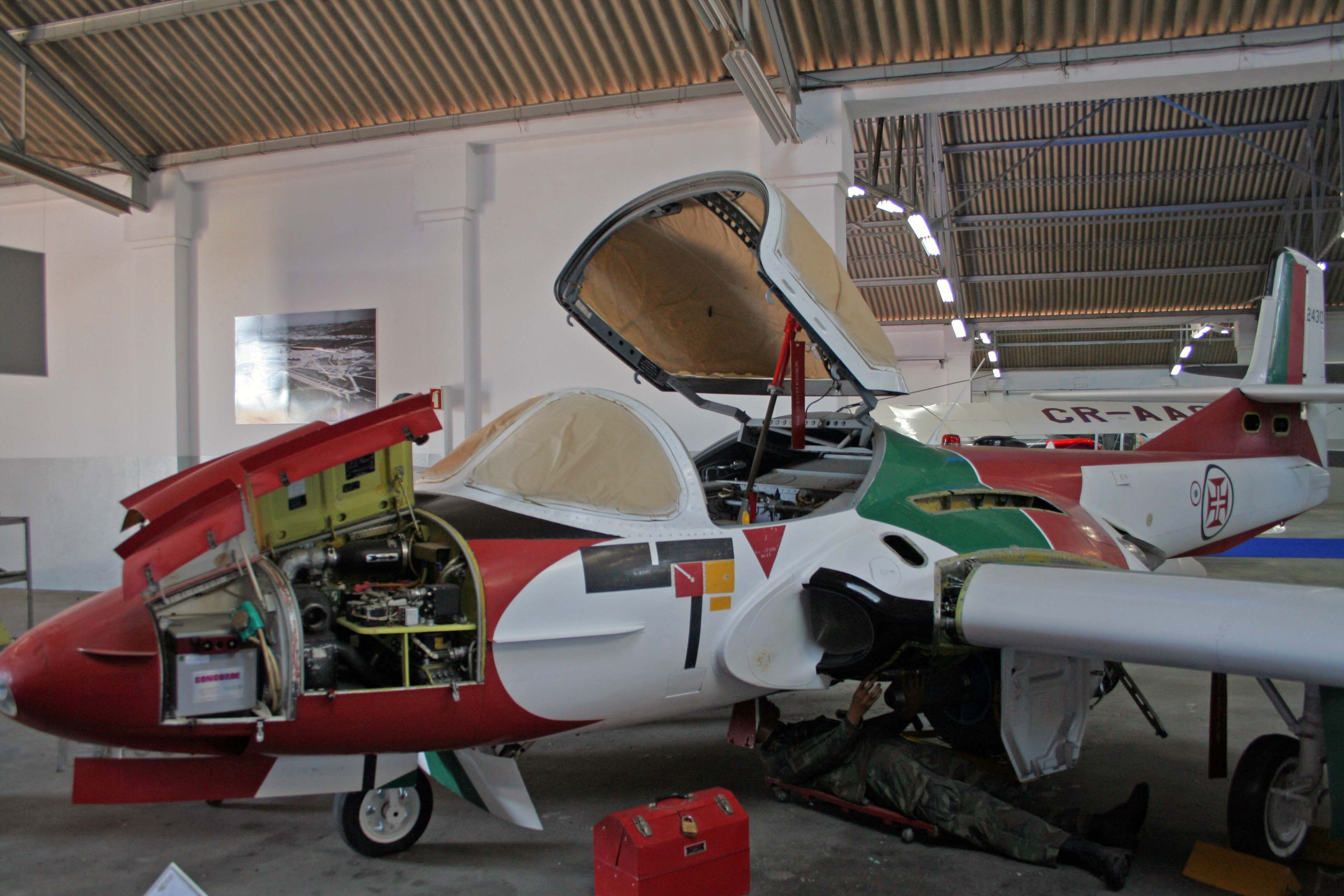
Компоновка и конструкция самолёта T-37 облегчали обслуживание самолёта.

Широкая колея шасси (4,3 м) и компоновка с носовой стойкой облегчали машине руление, а малая высота шасси позволяла исключить потребность в стремянках и лесах при наземном обслуживании. Также обслуживание облегчалось наличием более 100 съёмных панелей и люков доступа. Опытная бригада техников могла осуществить замену двигателя в течение получаса.
Высокая аэродинамическая чистота самолёта вынуждала использовать при посадке тормозной щиток, размещённый за нишей уборки носовой опоры шасси. Для предотвращение попадания в двигатель инородных объектов при взлёте/посадке (вследствие малого расстояния от воздухозаборника до земли) при выпуске шасси воздухозаборники двигателей снизу экранировались специальными щитками.
На XT-37 были установлены два ТРД Continental-Teledyne J69-T-9 тягой по 420 кгс (4,1 кН), представлявшие собой лицензионную копию французских двигателей Turbomeca Marboré.
Вес пустого самолёта составлял около 2300 кг. Испытания показали, что самолёт способен развивать максимальную скорость 630 км/ч, имея дальность 1505 км. Отсутствие герметизации кабины экипажа ограничивало (в соответствии с нормативными документами ВВС США) потолок величиной 7600 м.
Первый опытный экземпляр XT-37 разбился во время испытаний на штопор. На последующих экземплярах были внедрены доработки, направленные на улучшение управляемости, включая аэродинамические гребни на носовой части фюзеляжа, а также значительно модифицированное хвостовое оперение с увеличенной площадью. После внедрения доработок самолёт был принят на вооружение ВВС США под обозначением T-37A. Тем не менее, вывод серийных самолётов из штопора оставался трудным — процедура была более сложной, чем на большинстве самолётов

### Серийное производство

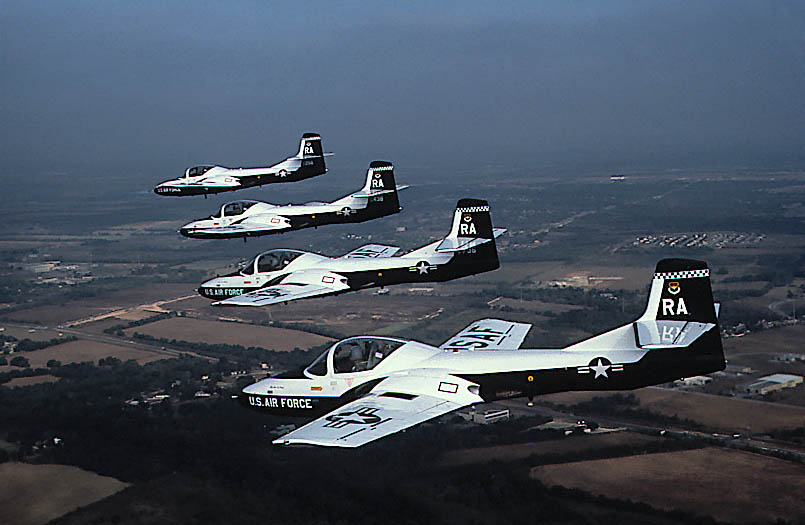
Самолёты T-37. Полёт в строю

Изготовление первого T-37A было закончено в сентябре 1955 года, и в том же году состоялся его первый полёт.
T-37A был весьма шумным даже для реактивного самолёта. Из-за резкого высокого звука, вызываемого аэродинамическими процессами в воздухозаборниках, самолёт получил прозвища: «Мини-Визгушка» (Screaming Mini) и «Шести-тысяч-фунтовый собачий свисток» (6000 pound dog whistle). Окончательно прижилось, однако, другое прозвище — «Певчая птичка» (Tweety Bird или просто Tweet). Высокий уровень шума от самолёта вынудил ВВС США потратить значительные средства на звукоизоляцию зданий на аэродромах, где базировались T-37A. Личному составу, находящемуся вблизи самолётов T-37 с работающими двигателями, предписывается носить индивидуальные средства защиты органов слуха.
Заказ ВВС США составил 444 T-37A, последний из которых был произведён в 1959 году. В 1957 году Армия США провела испытания трёх T-37A, оценивая их пригодность в качестве самолёта-наблюдателя и для других вспомогательных целей, однако отказалась от данного самолёта в пользу самолёта Grumman OV-1 Mohawk.
ВВС США были в целом удовлетворены T-37A, однако сочли его тяговооружённость недостаточной. Таким образом, они разместили заказ на модернизированный самолёт T-37B с двигателем J-69-T-25, имеющим на 10 % большую тягу, а также более высокую надёжность. Техническое задание на новую модификацию предусматривало также модернизацию БРЭО.
С 1959 по 1973 год было произведено 552 экземпляра T-37B. Позже все находящиеся в эксплуатации T-37A были доработаны до стандарта T-37B.
Из-за серии лётных происшествий, произошедших в период с 1965-го по 1970-й годы, связанных со столкновением в воздухе с птицами, все самолёты T-37 были оборудованы новым птицестойким козырьком фонаря кабины экипажа из пол-дюймового (12,7 мм) поликарбонатного листа, способным выдерживать удар птицы массой до 1,8 кг при скорости столкновения до 463 км/ч.
В 1962 году T-37B предлагался в качестве акробатического самолёта для пилотажной группы ВВС США «Тандербёрдс», однако был отвергнут в пользу уже использовавшегося этой группой самолёта North American F-100 Super Sabre.

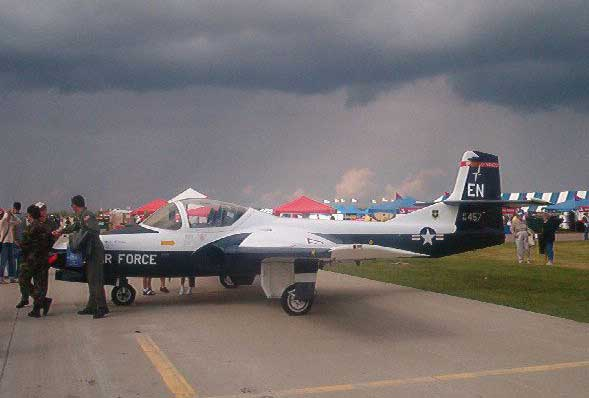
T-37C на авиасалоне

Модификации T-37A и T-37B не имели ни встроенного вооружения, ни точек для внешней подвески авиационных средств поражения. В 1961 году фирма Cessna начала разработку экспортного варианта самолёта T-37, способного применяться для боевой подготовки лётного состава (отработки применения оружия), а при необходимости, и в качестве лёгкого штурмовика.
Прототип нового самолёта T-37C представлял собой модифицированный T-37B. Основные изменения включали в себя: усиленную конструкцию крыла, размещение под ним пилонов для подвески авиационных средств поражения, а также возможность несения на законцовках крыла сбрасываемых топливных баков объёмом по 245 л.
В состав бортового оборудования были включены: гироскопический прицел и кинопулемёт. Кроме того, внутри фюзеляжа мог, при необходимости, устанавливаться фотоаппарат для воздушной разведки.
Основным вооружением T-37C стал «многоцелевой контейнер» фирмы General Electric, содержащий 12,7 мм пулемёт с боекомплектом в 200 патронов, два 70 мм неуправляемых реактивных снаряда и четыре учебные авиационные бомбы. Самолёт так же мог нести другие виды боевой нагрузки, такие как контейнеры с НУРС или ракеты «Воздух-Воздух» AIM-9 Sidewinder.
В результате вес T-37C возрос по сравнению с весом предыдущей модификации на 650 кг. Так как двигатели при этом остались теми же, максимальная скорость упала до 595 км/ч. В то же время, использование подвесных топливных баков на законцовках крыла позволило увеличить дальность полёта до 1770 км.
Всего иностранным заказчикам было поставлено 273 самолёта T-37C.
Таким образом, к 1975 году, когда серийное производство T-37 было закончено, было изготовлено 1269 самолётов всех модификаций.

## Эксплуатация

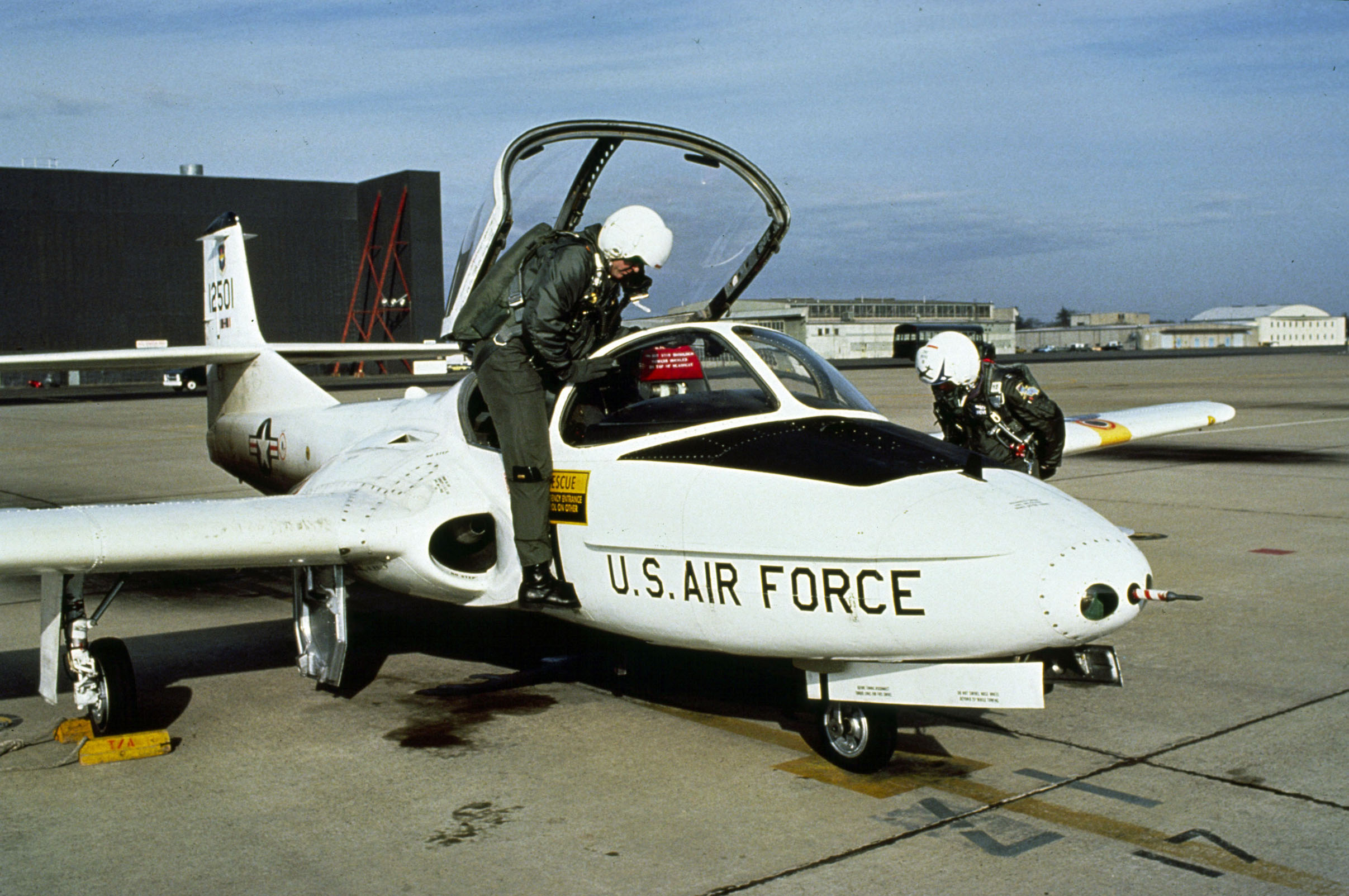
T-37B в 1980-е годы

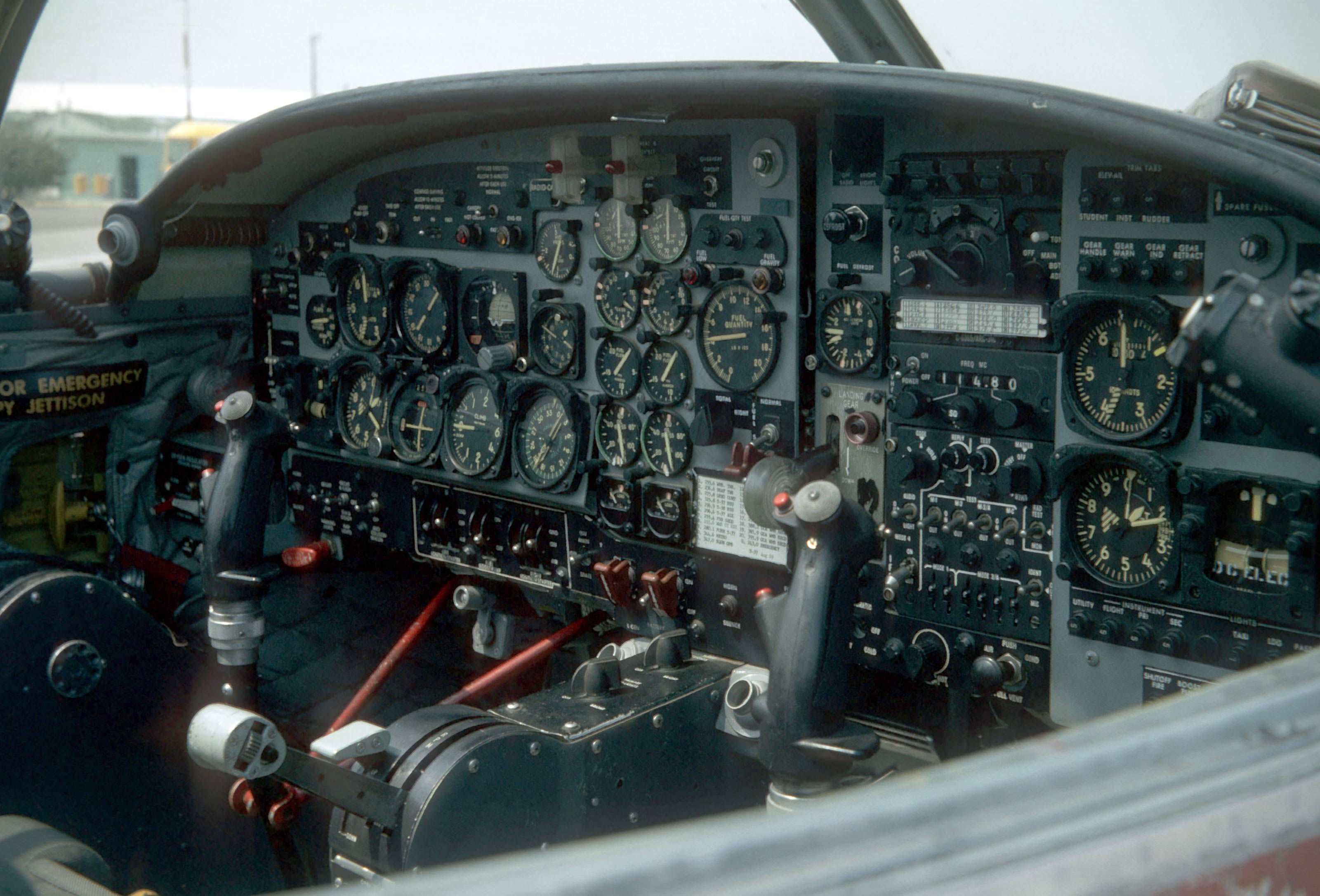
Кабина самолёта T-37. 1969 год

T-37A поставлялся ВВС США, начиная с июня 1956 года. Подготовка лётного состава на нём началась в 1957 году. Первый T-37B был поставлен в 1959 году. Инструкторы и курсанты оценивали T-37A, как самолёт, приятный в пилотировании, имеющий хорошую управляемость и маневренность, хотя его тяговооружённость оставляла желать лучшего. В ходе обучения регулярно выполнялся преднамеренный ввод самолёта в штопор.
ВВС США неоднократно предпринимали попытку заменить T-37 новым самолётом (например, Fairchild T-46), однако он оставался в эксплуатации до 2000-х годов, когда он наконец уступил место турбовинтовому УТС Beechcraft T-6 Texan II, имеющему большую тяговооружённость, более высокую топливную экономичность и более современный комплекс БРЭО.
Последний учебный вылет самолёта T-37 в составе службы подготовки личного состава ВВС США состоялся 17 Июня 2009 года на авиабазе Шеппард (штат Техас), где базировалась последняя часть ВВС США, эксплуатирующая данный тип — 80-е Учебное авиакрыло. Официально тип был выведен из эксплуатации 31 июля 2009 года.

### Состоит на вооружении
КолумбияВВС Колумбии — 14 единиц, в том числе 10 T-37C и 4 T-37B
 ЭквадорВВС Эквадора — 10 T-37B
 МароккоКоролевские ВВС Марокко — 14 единиц
 ПакистанВВС Пакистана — 63 единицы, в том числе 39 T-37C и 24 T-37B.

### Состоял на вооружении

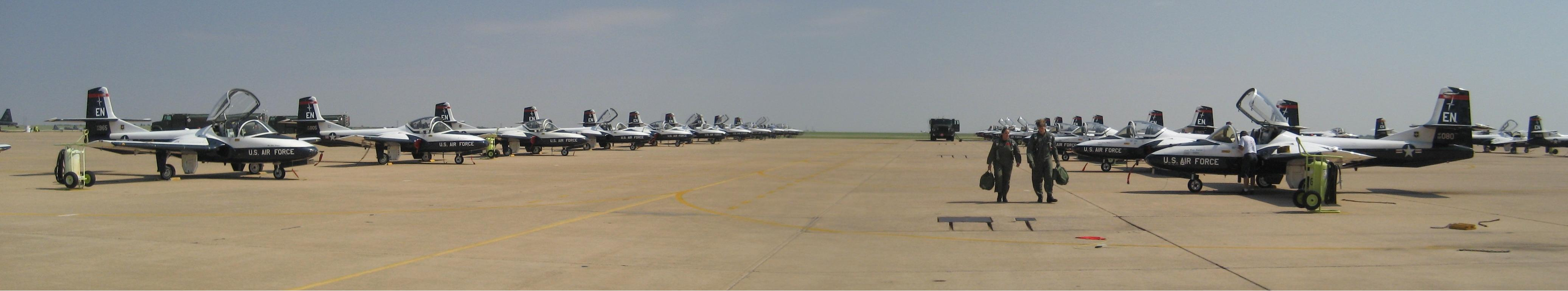
T-37 на авиабазе Шеппард

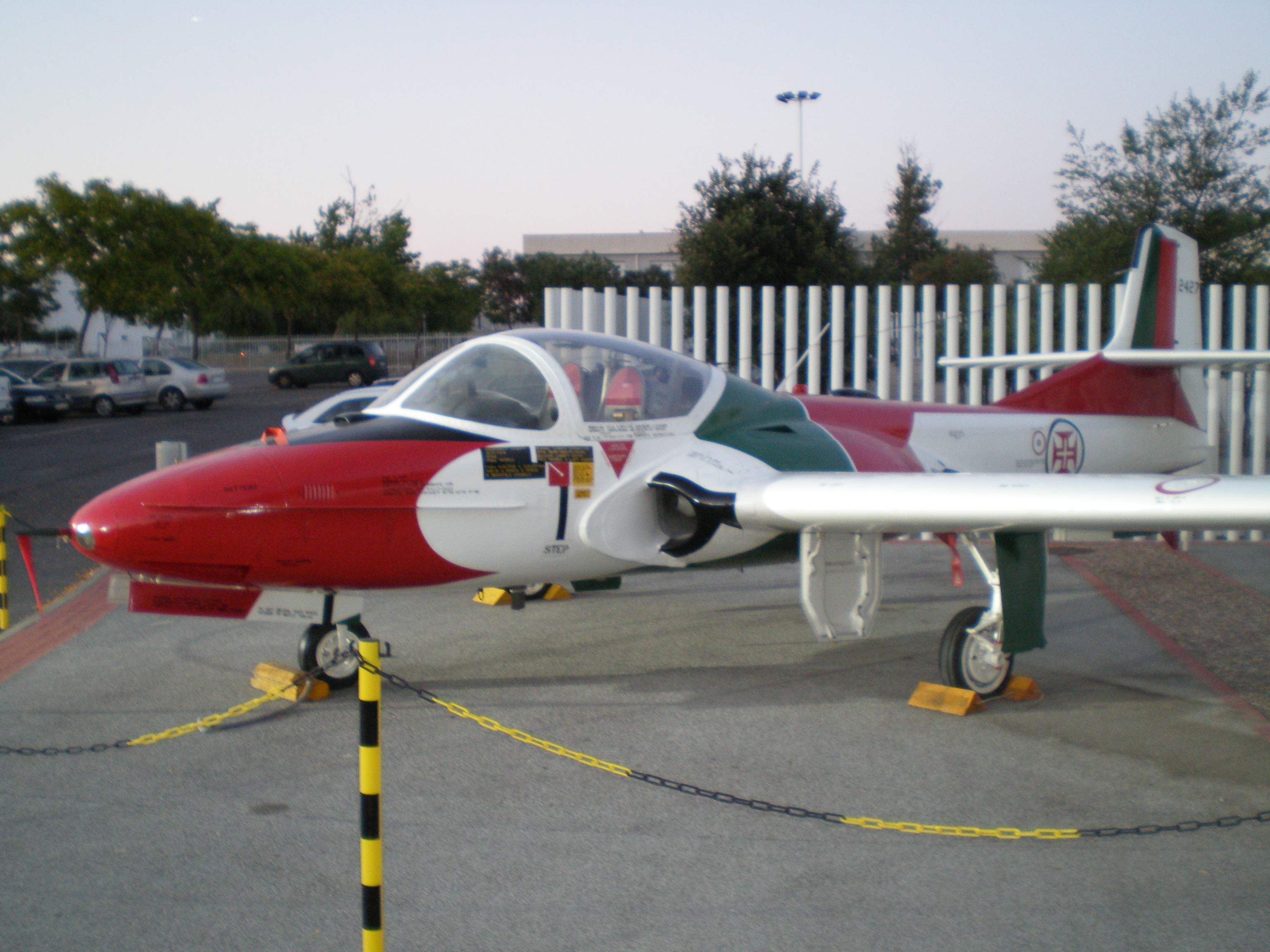
T-37C, принадлежавший ранее пилотажной группее Asas de Portugal

СШАВВС США(заказчик и основной эксплуатант)
 БангладешВВС Бангладеш — 30 единиц.
 БразилияВВС Бразилии — 65 T-37C.
 МьянмаВВС Бирмы — 12 T-37C.
 КамбоджаКоролевские ВВС Камбоджи — 4 T-37B.
 ЧилиВВС Чили — 32 единицы, в том числе 20 T-37B и 12 T-37C. Тип выведен из эксплуатации в 1998 году.
 ГерманияВВС Германии — 47 T-37B. Впоследствии заменены УТС Raytheon T-6 Texan II.
 ГрецияВВС Греции — 32 единицы, в том числе 24 T-37C и 8 T-37B.
 ИорданияКоролевские ВВС Иордании — 15 единиц.
 ПортугалияВВС Португалии — 30 T-37C. Самолёт использовался пилотажной группой Asas de Portugal (Крылья Португалии).
 ПеруВВС Перу — 32 T-37B.
 Республика КореяВВС Республики Корея — изначально приобрели 25 T-37C, впоследствии ещё 30 — у Бразилии.
 ТаиландКоролевские ВВС Таиланда — 16 единиц, в том числе 10 T-37B и 6 T-37C.
 ТурцияВВС Турции — 65 T-37C.

## Модификации
XT-37AОпытный самолёт (прототип). Построено два экземпляра.
T-37AСамолёт начальной лётной подготовки. Оснащён двумя ТРД J69-T-9. Построено 534 экземпляра.
T-37BСамолёт начальной лётной подготовки. Оснащён двумя ТРД J69-T-25 с увеличенной тягой. Установлены модернизированные средства навигации и связи. Построено 552 экземпляра.
T-37CДвухместный учебно-боевой самолёт. Имеет две подкрыльевые точки подвески вооружения. Построено 269 экземпляров.
XAT-37DЭкспериментальный лёгкий штурмовик для борьбы с негосударственными вооружёнными формированиями (counterinsurgency light attack aircraft). Прототип самолёта A-37 Dragonfly. Построено два экземпляра.
A-37 DragonflyЛёгкий штурмовик, серийный вариант XAT-37D.

### Нереализованные модификации

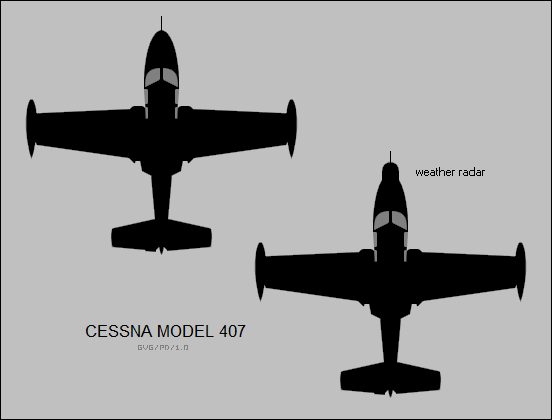
Плановая проекция «Модели 307»

Фирма Cessna рассматривала ряд модификаций самолёта T-37, которые так и остались не реализованными, включая модернизированный вариант самолёта с двигателями Teledyne CAE 444, два варианта лёгкого транспортного самолёта с четырёхместной кабиной («Модель 405» с откидным фонарём и «Модель 407» с дверями автомобильного типа), модификацию с тандемным расположением экипажа для ВМС США, а также самолёт с вертикальными взлётом и посадкой.

## Тактико-технические характеристики (T-37B)
Источник данных: 

Технические характеристики
- Экипаж: 2 (инструктор и обучаемый)
- Длина: 9 м
- Размах крыла: 10,1 м
- Высота: 2,8 м
- Масса пустого: 1840 кг
- Максимальная взлётная масса: 2980 кг
- Силовая установка: 2 × Contintntal-Teledyne J69-T-25
- Тяга: 2 × 4,56 кН

Лётные характеристики
- Максимальная скорость: 684 км/ч
- Практическая дальность: 1500 км
- Практический потолок: 7600 м